# Bistum Torreón
Das Bistum Torreón (lat.: Dioecesis Torreonensis, span.: Diócesis de Torreón) ist eine in Mexiko gelegene römisch-katholische Diözese mit Sitz in Torreón.

## Geschichte

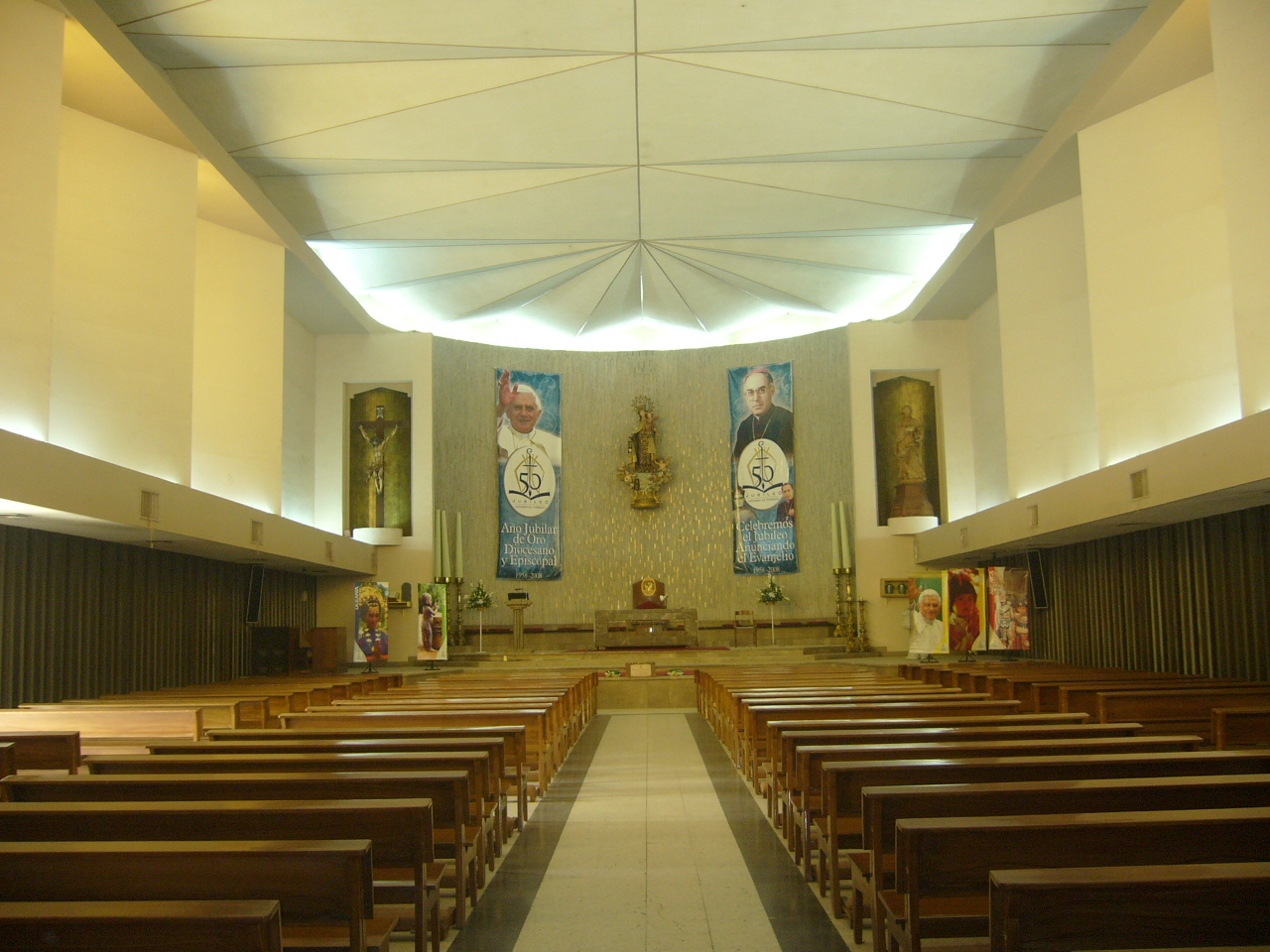
Catedral de Nuestra Señora de Carmen

Das Bistum Torreón wurde am 19. Juni 1957 durch Papst Pius XII. mit der Apostolischen Konstitution Qui hanc aus Gebietsabtretungen des Bistums Saltillo errichtet und dem Erzbistum Durango als Suffraganbistum unterstellt.

## Bischöfe von Torreón
- Fernando Romo Gutiérrez, 1958–1990
- Luis Morales Reyes, 1990–1999, dann Erzbischof von San Luis Potosí
- José Guadalupe Galván Galindo, 2000–2017
- Luis Martín Barraza Beltrán, seit 2017